# Regierung des Staates Palästina vom Juni 2013
Die palästinensische Regierung vom Juni 2013 wurde als Notfallskabinett von Präsident Mahmud Abbas am 6. Juni 2013 angelobt und wurde im September 2013 erneut vereidigt. Das Kabinett war nicht demokratisch legitimiert und wurde von der Hamas nicht anerkannt, die ihrerseits die Regierungsgewalt über den Gazastreifen ausübte. 

## Regierungsbildung
Der Premierminister des Regierungskabinetts von 2012, Salam Fayyad, hatte im April 2013 seinen Rücktritt eingereicht. In den Monaten zuvor war es zu Massenprotesten aufgrund steigender Gaspreise, Korruption, steigender Lebensunterhaltskosten und – durch die Finanzkrise der Autonomiebehörde bedingt – unbezahlten Gehältern gekommen. Dabei war vor allem der Rücktritt von Fayyads Regierung das Ziel der Demonstranten gewesen. Tatsächlich waren die Finanzengpässe der Behörde jedoch Ergebnis des von Präsident Abbas verfolgten Kurses, entgegen dem Willen der USA und Israels einseitig die internationale Anerkennung eines unabhängigen Palästinas zu betreiben, da beide Staaten mit einer Einschränkung der Finanzhilfen reagiert hatten. Die Beziehung zwischen Abbas und Fayyad galt in Folge als angespannt und vor Fayyads Rücktritt waren Gerüchte laut geworden, Abbas wolle ihn wegen politischen Unstimmigkeiten entlassen.
Wohl als Reaktion auf diese Auseinandersetzung sorgte Abbas dafür, dass er mehr Einfluss auf das neue Kabinett hat. Er ernannte zwei stellvertretende Premierminister, von denen Muhammad Mustafa für wirtschaftliche Angelegenheiten zuständig war und direkt an Abbas rapportieren sollte. Kommentatoren meinten, damit wolle Abbas das Finanzressort unter seine Kontrolle bringen. Auch soll nach Aussage einer Quelle das Kabinett kaum etwas ohne Zustimmung des Präsidenten beschließen können.
Der neue Premierminister Rami Hamdallah war zuvor Rektor der Universität Nablus, von dort rekrutierte er insgesamt sechs seiner Minister. Das und der Umstand, dass Gesundheitsminister Jawad Awwad der einzige vorgesehene Hebroniter im Kabinett war, führte zu Protesten von Einwohnern Hebrons gegen die neue Regierung. Schließlich ernannte Hamdallah mit Anwar Abu Aishe einen Gemeinderat Hebrons zum Kulturminister.
Aufseiten der Hamas sorgte die Ernennung einer neuen Regierung für Irritation, da sich Fatah und Hamas in den Abkommen von Doha und Kairo 2012 auf die baldige Bildung einer Einheitsregierung geeinigt hatten.

## Zusammensetzung
| Amtsinhaber          | Ressort/Amt                                                           | Partei                |
| -------------------- | --------------------------------------------------------------------- | --------------------- |
| Rami Hamdallah       | Premierminister                                                       | Fatah                 |
| Ziad Abu Amr         | stellvertretender Premierminister                                     | Unabhängig            |
| Mohammed Mostafa     | stellvertretender Premierminister für wirtschaftliche Angelegenheiten |                       |
| Riyad al-Maliki      | Außenminister                                                         | Unabhängig (Ex-PFLP)  |
| Said Abu Ali         | Innenminister                                                         | Fatah                 |
| Shukri Bishara       | Finanzminister                                                        |                       |
| Ali Muhanna          | Justizminister                                                        |                       |
| Ali Zeidan Abu Zuhri | Minister für Bildung und Hochschulwesen                               |                       |
| Kamal al-Sharafi     | Minister für Soziale Angelegenheiten                                  | Unabhängig (Ex-PFLP)  |
| Mahmoud Al-Habbash   | Minister für religiöse Angelegenheiten                                |                       |
| Rabiha Diab          | Ministerin für Frauenangelegenheiten                                  | Fatah                 |
| Issa Qaraqe          | Minister für Gefangene                                                | Fatah                 |
| Mahir Ghneim         | Minister für öffentliche Bauvorhaben und Wohnungswesen                | Fatah                 |
| Adnan Al-Husseini    | Minister für Jerusalem-Angelegenheiten                                |                       |
| Jawad Naji Hirzallah | Wirtschaftsminister                                                   |                       |
| Rula Maaya           | Ministerin für Tourismus und Altertümer                               | Unabhängig (Christin) |
| Safa Nasser El-Din   | Ministerin für Telekommunikation und Informationstechnik              | Unabhängig            |
| Walid Assaf          | Landwirtschaftsminister                                               |                       |
| Jawad Awwad          | Gesundheitsminister                                                   |                       |
| Saed Al-Kuni         | Minister für Kommunales                                               |                       |
| Nabil Dmeidi         | Verkehrsminister                                                      |                       |
| Muhammad Abu Ramadan | Planungsminister                                                      |                       |
| Ahmad Majdalani      | Arbeitsminister                                                       | PSF                   |
| Anwar Abu Aishe      | Kulturminister                                                        |                       |
| Fawwaz Aqil          | Generalsekretär des Kabinetts (im Ministerrang)                       | Fatah                 |